# あきやま陽光
あきやま 陽光（あきやま ようこう）は、日本の漫画家、イラストレーター。

## 来歴
描き下ろし漫画やイラストなどを描く活動をしていた。
『少年ジャンプ+』（集英社）2017年1月2日に読切『さぐりさん探検隊』を掲載。これをもとに『少年ジャンプ＋』2017年8月31日より2019年1月31日まで『さぐりちゃん探検隊』を連載する。
『週刊少年ジャンプ』（集英社）2018年30号以降、『僕のヒーローアカデミア』（堀越耕平、以下『ヒロアカ』）のスピンオフ、『私のヒーローアカデミア』を不定期掲載する。
『最強ジャンプ』（集英社）2019年9月号より『僕のヒーローアカデミアスピンオフ チームアップミッション』を連載。

## 作品リスト

### 漫画
- 『マンガ西洋美術史03 「市民社会」を描いた画家 ブリューゲル、フェルメール、ホガース、ミレー、ゴッホ』（美術出版社、2015年2月発売） - ホガースの漫画を担当[1]
- 『私のヒーローアカデミア』 - 読切。『ヒロアカ』スピンオフ。『週刊少年ジャンプ』2018年30号以降不定期掲載
- 『さぐりさん探検隊』 - 読切。　『少年ジャンプ+』2017年1月2日掲載
- 『さぐりちゃん探検隊』 - 『少年ジャンプ＋』2017年8月31日より2019年1月31日まで連載。監修：詩歩。全4巻
- 『きっと誰もが誰かのヒーロー』 - 読切。劇場版『ヒロアカ』スピンオフ。『週刊少年ジャンプ』2018年35号掲載[5]
- 『右隣の右京さん』 - 読切。『週刊少年ジャンプ』2019年11号掲載
- 『僕のヒーローアカデミアスピンオフ チームアップミッション』 - 『ヒロアカ』スピンオフ。『ジャンプGIGA』（集英社）2019 SUMMER vol.2掲載。『最強ジャンプ』2019年9月号より2025年2月号まで連載[6]

### イラストなど
- 『絵師×魔女・魔法少女図鑑』（エムディエヌコーポレーション、2014年5月発売） - 一部イラスト担当[7]
- イラスト集『絵師×歌詞 雨編』（サイドランチ、2015年5月発売） - 一部イラスト担当[2]
- イラスト集『絵師×歌詞 花編』（サイドランチ、2015年11月発売） - 一部イラスト担当[8]

## 関連人物
- 堀越耕平 - 師匠[5]